# Melitta Aigner
Melitta Aigner, nach Heirat Melitta Gillissen (* 5. Dezember 1961), ist eine ehemalige österreichische Leichtathletin. Sie war 1980 die letzte Staatsmeisterin im Fünfkampf und 1981 die erste Staatsmeisterin im Siebenkampf.

## Sportliche Karriere
Melitta Aigner startete für ÖTB Wien. Im Freien gewann sie von 1981 bis 1983 vier österreichische Meistertitel im Kugelstoßen. 1980 siegte sie außerdem im Fünfkampf und im Hochsprung. 1981 gewann sie den Siebenkampf und 1983 den Siebenkampf sowie den 400-Meter-Hürdenlauf. Hinzu erkämpfte sie von 1980 bis 1984 fünf Hallenmeistertitel im Kugelstoßen.
Bei den Junioreneuropameisterschaften 1979 belegte Aigner den neunten Platz im Fünfkampf. 1983 trat sie bei den Weltmeisterschaften in Helsinki an und erreichte mit 5629 Punkten den 18. Rang im Siebenkampf.

## Bestleistungen
(Ermittelt bei: Erich Kamper, Karl Graf: Österreichs Leichtathletik in Namen und Zahlen, Leykam-Verlag, Graz 1986, ISBN 3-7011-7169-6. Seite 236 bis 252, nur die Leistung im 200-Meter-Lauf stammt von oelv.athmin.at)
- 200-Meter-Lauf: 25,59 Sekunden, 9. Juli 1983 in Vöcklabruck
- 800-Meter-Lauf: 2:13,9 Minuten, 18. Mai 1980 in Götzis
- 100 Meter Hürden: 14,84 Sekunden, 26. September 1981 in Klagenfurt
- 400 Meter Hürden: 59,86 Sekunden, 2. Juni 1983 in Hartberg
- Hochsprung: 1,78 Meter, 31. August 1980 in Athen
- Weitsprung: 5,86 Meter, 24. Juni 1983 in Wien
- Kugelstoßen: 15,28 Meter, 3. Mai 1981 in Wien
- Speerwurf: 46,74 Meter, 27. September 1981 in Klagenfurt
- Siebenkampf: 5766 Punkte, 9./10. Juli 1983 in Vöcklabruck (nach 1985er Wertung; 5877 Punkte nach 1954er Wertung)